# Kurt Pentzlin
Kurt Pentzlin (* 30. März 1903 in Schwetz an der Weichsel; † 25. April 1989 in Hannover) war ein deutscher Wirtschaftswissenschaftler, Politiker und Ingenieur, Geschäftsführer und Verbandsfunktionär für verschiedene Arbeitgeber-Organisationen. Der Vertreter der Freien Marktwirtschaft gilt als Pionier der Rationalisierungsbewegung in Deutschland, die er nie nur technisch, sondern auch kaufmännisch, organisatorisch und sozial betrachtete.

## Leben
Kurt Pentzlin wurde in der späten Gründerzeit des Deutschen Kaiserreichs im Jahr 1903 in der damals westpreußischen Stadt Schwetz an der Weichsel geboren, dem heute polnischen Ort Świecie. Seine Eltern waren der Justizbeamte Karl Pentzlin und dessen Frau Selma Schmidt, die als Dentistin arbeitete. Sein Bruder Heinz Pentzlin war ein Wirtschaftswissenschaftler, Journalist und Publizist. 
Nach seinem Schulabschluss studierte er anfänglich Rechtswissenschaften, später auch Wirtschaftswissenschaft in Kiel an der Christian-Albrechts-Universität, in Wien an der dortigen Universität, in Tübingen an der Eberhard Karls Universität sowie in Paris an der dortigen Universität. Seine Promotion zum Dr. sc. pol. bestand er in Kiel mit seiner rechts- und staatswissenschaftlichen Dissertation Die Grenzen der Reinen Wirtschaftstheorie, untersucht am Problem der wirtschaftlichen Autarkie. Ein Beitrag zur Methodenfrage.
Nach seinen Studien wurde Pentzlin laut einer späteren Selbstauskunft „1928 mit dem Auftrag nach Amerika geschickt, festzustellen, was für Auswirkungen die Massenproduktion auf die Menschen und die Gesellschaft habe“. In den Vereinigten Staaten von Amerika lernte er nicht nur die Arbeit am Fließband kennen und andere rationelle Fertigungsmethoden. In den USA ließ er sich zudem zum Ingenieur ausbilden.
Nach dem Höhepunkt der Weltwirtschaftskrise und noch gegen Ende der Weimarer Republik ging Kurt Penzlin nach Deutschland zurück, wo er 1931 von Werner Bahlsen, einem Sohn des Bahlsen-Unternehmensgründers Hermann Bahlsen, der in Hannover bereits 1905 das erste Fließband in Europa eingeführt hatte, als Fachmann zur Rationalisierung der Arbeit eingestellt wurde. Nach und nach führte Pentzlin sämtliche Unternehmensbereiche bei Bahlsen zu immer neuen Rationalisierungserfolgen, so in der Produktion, bei den Verpackungen, in der Vermarktung und sogar bei der Kalkulation. Für die Rationalisierung in Bahlsens Rechnungswesen arbeitete Pentzlin eng mit dem Unternehmensberater Otto Bredt zusammen und formte das Unternehmen auch noch in späteren Jahren zu einem „[...]  der höchstautomatisierten Betriebe“ in Deutschland.
Zur Zeit des Nationalsozialismus gehörte Kurt Pentzlin, der „[...] dem NS-Regime distanziert“ gegenüberstand, zu den Entscheidungsträgern des Bahlsen-Familienunternehmens.
Noch während des Zweiten Weltkrieges, der in Hannover nach dem Einmarsch amerikanischer Truppen noch vor der Kapitulation des Dritten Reiches zu Ende ging, beteiligte sich Pentzlin bereits im April 1945 – gemeinsam mit Franz Henkel, Christian Kuhlemann und Hans-Joachim Fricke – als Kontaktperson zu der Britischen Militärregierung am raschen Wiederaufbau der Wirtschaft und der Industrie- und Handelskammer Hannover. Von Mai 1945 bis Ende 1946 übernahm Pentzlin zudem die Aufgaben eines der stellvertretenden Vorsitzenden des Ausschusses für Wiederaufbau in der zu 48 Prozent kriegszerstörten und bald zur Landeshauptstadt des neu gegründeten Bundeslandes Niedersachsen erklärten Stadt Hannover.
Nach der Gründung der Bundesrepublik Deutschland wirkte Kurt Pentzlin bis 1973 als Mitglied der Geschäftsführung bei Bahlsen. Zeitweilig parallel dazu war er beteiligt sowohl an der Gründung als auch an der Leitung verschiedener Arbeitgeber-Organisationen wie etwa der Landes- und der Bundesvereinigung der Deutschen Arbeitgeberverbände (BDA), dem Rationalisierungsausschuß der deutschen Wirtschaft (RAW) oder des Deutschen Industrie-Instituts.
Von 1959 bis 1960 war er Mitglied des Beirats der Friedrich-Naumann-Stiftung für die Freiheit. 1965 nahm Pentzler aktiv an dem von der Körber-Stiftung auf dem Bergedorfer Schloss in Hamburg am 19. Bergedorfer Gesprächskreis teil.
Ebenfalls 1965 nahm Pentzlin an der durch die IG Metall in Oberhausen veranstalteten internationalen Tagung unter dem Titel Über Gefahren und Chancen der Automation teil. Einen zweiteiligen Sammelband mit den Referaten und Diskussionsbeiträgen dieser Tagung, dokumentiert und redigiert von dem Leiter der Abteilung Automation und Kernenergie beim Vorstand der IG Metall, Günter Friedrichs, besprach Pentzlin im August 1966 in dem Nachrichtenmagazin Der Spiegel unter dem Titel Wer hat Angst vor Robotern?.
Zusätzlich erwarb sich Kurt Pentzlin durch zahlreiche Veröffentlichungen einen auch internationalen Ruf.

## Auszeichnungen und Ehrungen
- 1964 wurde Kurt Pentzlin aufgrund seiner Bedeutung für die Volkswirtschaft durch das Deutsche Institut für Erfindungswesen mit der Rudolf-Diesel-Medaille geehrt.[8]
- Als Vorkämpfer der Rationalisierung in Deutschland wurde Kurt Pentzlin 1967 mit der Verleihung der Carl-Friedrich-von-Siemens-Plakette geehrt.[1]

## Schriften (Auswahl)
- Die Grenzen der Reinen Wirtschaftstheorie, untersucht am Problem der wirtschaftlichen Autarkie. Ein Beitrag zur Methodenfrage, rechts- und staatswissenschaftliche Dissertation an der Universität Kiel, o. O., Erscheinungsdatum: 1928 [Ausgabe 1932].
- Rationelle Produktion. Methodik, Grundregeln und praktische Beispiele, Gera: Thüringische Verlags Anstalt Karl Basch, 1945.
  - 2., geänderte und erweiterte Auflage, Kassel: Basch, 1950.
- Expansive Absatzpolitik, in: Die Zeit vom 11. Oktober 1951.
- Das Geheimnis des Erfolges führender amerikanischer Unternehmungen. In: Industrielle Organisation, Ausgabe 21 (1952), Nr. 3, S. 64–69.
- Wirtschaftspolitische Grundsätze einer organischen Steuerreform. Vortrag (= Schriftenreihe des Instituts „Finanzen und Steuern“, Heft 22), gedruckt als Maschinenschrift, Bonn am Rhein: Institut „Finanzen u. Steuern“, Bonn am Rhein: Stollfuss in Kommission, [1952].
- Forderungen an die Steuerpolitik (= Vortragsreihe des Deutschen Industrieinstituts, [1952], Nr. 39), Köln: Deutsche Industrieverlags-GmbH, 1952.
- Kurt Pentzlin, Helmut Thielicke: Mensch und Arbeit im technischen Zeitalter. Zum Problem der Rationalisierung, Tübingen: Mohr (Siebeck), 1954.
- Arbeits-Rationalisierung. Lehrbuch der rationellen Arbeitsgestaltung (= Grundlagen des Arbeits- und Zeitstudiums, Bd. 4), München: Hanser, 1954.
- Die Funktion des Privateigentums (= Vortragsreihe des Deutschen Industrieinstituts, [Jahrgang] 1957, Nr. 48), Köln: Deutsche Industrieverlags-Gesellschaft, 1957.
- Kurt Pentzlin (Hrsg.): Meister der Rationalisierung, hrsg. in Zusammenarbeit mit dem Rationalisierungskuratorium der Deutschen Wirtschaft (RKW), Düsseldorf; Wien: Econ-Verlag, 1963.
- Kurt Pentzlin (Verf.), Jadwiga Mrełowa (Tłum.): Racjonalizacja pracy. Podręcznik racjonalnej organizacji pracy (in polnischer Sprache), Warszawa: Państw. Wyd. naukowe, 1964.
- Kurt Pentzlin: Initiative des Einzelnen und Planung (= Vortragsreihe des Deutschen Industrieinstituts [1965], Nr. 47), Köln: Deutscher Instituts-Verlag, 1965.
- Rationalisierung im Baugewerbe (= Rationalisation dans les entreprises de construction = Rationalization in the building trade), in: Bauen + Wohnen (= Construction + habitation = Building + home) Internationale Zeitschrift, 19/2 (1965), S. 45 f.; als PDF-Dokument auf der Seite Schweizer Zeitschriften online (e-periodica.ch) der ETH-Bibliothek in Zürich.
- Rudolf Augstein (Verantw.), Kurt Pentzlin: Wer hat Angst vor Robotern? In: Der Spiegel vom 29. August 1966; online.
- Rationalisierung als Unternehmeraufgabe, hrsg. vom Verband für Arbeitsstudien e.V., Darmstadt, Berlin, Köln, Frankfurt am Main: Beuth, 1968.
- Marxisten überwinden Marx (= econ aktuell), Düsseldorf; Wien: Econ-Verlag, 1969.
- Kurt Pentzlin, Otto Kienzle (Hrsg.): Fertigungstechnische Automatisierung. 18 Beiträge aus Theorie und Praxis, „Herrn Professor Dipl.-Ing. Carl Martin Dolezalek von Kollegen, Freunden und Mitarbeitern anlässlich seines 70. Geburtstags am 19. Oktober 1969 gewidmet“, Berlin, Heidelberg, New York: Springer Verlag, 1969.
  - als Online-Ressource unter der ISBN 978-3-642-95091-9.
- Die organisierte Unzufriedenheit. Eine Rolle der Gewerkschaften, Stuttgart: Seewald, 1973, ISBN 978-3-512-00332-5 und ISBN 3-512-00332-X.
- Die Zukunft des Familienunternehmens. Erfolgreich von Generation zu Generation, Düsseldorf, Wien: Econ-Verlag, 1976, ISBN 978-3-430-17442-8 und 3-430-17442-2.
  - 2. Auflage, 1977, ISBN 978-3-430-17442-8 und ISBN 3-430-17442-2.